# Жан III (граф Арманьяк)
Жан III Гладкий (фр. Jean III Le Gras; бл. 1359 — 25 липня 1391) — граф Арманьяк, Фезансак, Родез в 1384—1391 роках, Шароле в 1384—1390 роках і Комменж в 1378—1391 роках.

## Життєпис
Походив з Дому Фезансаге (Другий Дім Арманьяк). Старший син Жана II, графа Арманьяк, Фезансак, Родез і Шароле, та Жанни де Талейран. Народився близько 1359 року. У 1378 році отримав графство Комменж, оженившись на спадкоємиці цього володіння. Втім фактичну владу там зберігала його теща — Жанна де Комменж. 1380 року батько повалив останню, передавши Комменж Жану Гладкому.
1384 року після смерті батька успадкував графства Арманьяк, Фезансак, Родез. Графство Шароле розділив з молодшим братом Бернаром. 1385 року призначено королівським генерал-капітаном Лангедоку та Гієні задля зміцнення цих провінцій від великих компаній (найманців), що суттєво їх плюндрували. Не завжди вдавалося силою перемогти найманців. Тому 1387 року позичив в Штатів Оверні та Лангедоку 250 тис. ліврів для підкупу найманців. 1386 року на чолі потужного війська приєднався до французької армії під Аррасом.
1390 року викупив в Ізабелли права на королівство Майорка, для чого зі згоди брата Бернара продав Філіппу II, герцогу Бургундії, графство Шароле за 50 тис. флоринів (з правом викупу протягом 3 років). Для відвоювання Майорки в Арагонського королівства вирішив найняти велику компанію. Для цього обіцяв французькому королю Карлу VI позбавитися від найманців за 30 тис. флоринів. Втім його військо, що вдерлося до Арагону, зазнало поразки у битві біля Навати. Слідом за цим Жан III сам увійшов до Руссильйону.
1391 року на чолі 30 тис. війська рушив на допомогу своєму шваґру Карло Вісконті, сеньйору Парми, якого захопив Джан Галеаццо Вісконті, герцог Мілану. Союзником Арманьяка стала Флорентійська республіка. Також Арманьяку вдалося залучити великі компанії. В свою чергу міланський герцог підкупив частину капітанів Жана III д'Арманьяка, але той завдав поразки бунтівникам. Проте того ж року біля Алесандрії потрапив у засідку до міланських військ на чолі із Якопо даль Верме, зазнав поразки й загинув. Усі володіння успадкував брат Бернар VII.

## Родина
Дружина — Маргарита, донька П'єра-Рамон II, графа Комменж
Діти:
- Жанна (д/н—після 1409), дружина Вільгельма-Аманьє де Мадаяна, сеньйора Леспара
- Маргарита, дружина: 1) Вільгельма II, віконта Нарбонни; 2) Вільгельм де Тін'єре, барон Мардуань